# Epsilon Virginis
Epsilon Virginis (Vindemiatrix, Vindemiator, Almuredin, Alaraph, Provindemiator, Protrigetrix, Protrygetor, 47 Virginis) é uma estrela na direção da constelação de Virgo. Possui uma ascensão reta de 13h 02m 10.76s e uma declinação de +10° 57′ 32.8″. Sua magnitude aparente é igual a 2.85. Considerando sua distância de 102 anos-luz em relação à Terra, sua magnitude absoluta é igual a 0.37. Pertence à classe espectral G8IIIvar.